# Pipet (Vienne)
Pipet est une colline et un quartier situé à l'est du centre-ville de Vienne en Isère.

## Géographie
Pipet est un quartier situé entre les monts Pipet et Sainte-Blandine.

## Histoire
Le mont Pipet, dominant le paysage viennois, est situé près de l'ancienne voie gauloise vers l'est, aujourd'hui la rue Pipet. Son sommet est aménagé à l'époque romaine en plate-forme terminée à l'est par un hémicycle de 125 sur 87 m, avec d'importants murs de soutènement encore visibles. Cette aire sacrée avec des temples forme un axe monumental avec le théâtre et le forum en contrebas.
Le site, transformé par les rois de Bourgogne au début du Moyen Âge en forteresse avec un donjon carré, est remis à l'Église de Vienne en 1023. À partir de 1285, il est en possession des chanoines de la cathédrale, alors que sur le mont Salomon, le nouveau château de la Bâtie appartient à l'archevêque.
Au XIVe et XVe siècles, la forteresse est un enjeu dans les conflits entre les chanoines, l'archevêque et le dauphin. Au XVIe siècle, elle est disputée au cours des guerres de religion et pendant la guerre entre les Ligueurs et le roi Henri IV. La politique du cardinal de Richelieu contre les derniers féodaux et les huguenots aboutit a un arrêt de 1633 ordonnant la destruction des places fortes du Dauphiné. Les fortifications de Pipet et de la Bâtie sont abattues.
Au XIXe siècle, ce haut-lieu est consacré par les Viennois à la Vierge Marie, avec l'installation en 1858 d'une statue sur une tour en briques, puis la construction en 1873 d'une chapelle de pèlerinage en l'honneur de Notre-Dame de La Salette.

### Quartiers limitrophes
Pipet est entouré des quartiers de Saint-Marcel à l'est, du centre-ville à l'ouest, de Saint-Just au sud et de la Vallée de Gère.

## Monuments et lieux touristiques du quartier
Vienne est classée ville d'art et d'histoire.

### De la Préhistoire au Moyen Âge

#### Oppidum romain du Pipet
L'oppidum romain date des IIIe et IVe siècles. Les vestiges sont multiplement protégés au titre des monuments historiques : inscription pour l'oppidum par arrêté du 12 mai 1927, classement pour l'ensemble des murs par arrêté du 1er février 1944, et inscription pour les parcelles de terrain par arrêté du 13 avril 1946.

### DuXVIeauXXesiècle

#### La chapelle Notre-Dame de Pipet

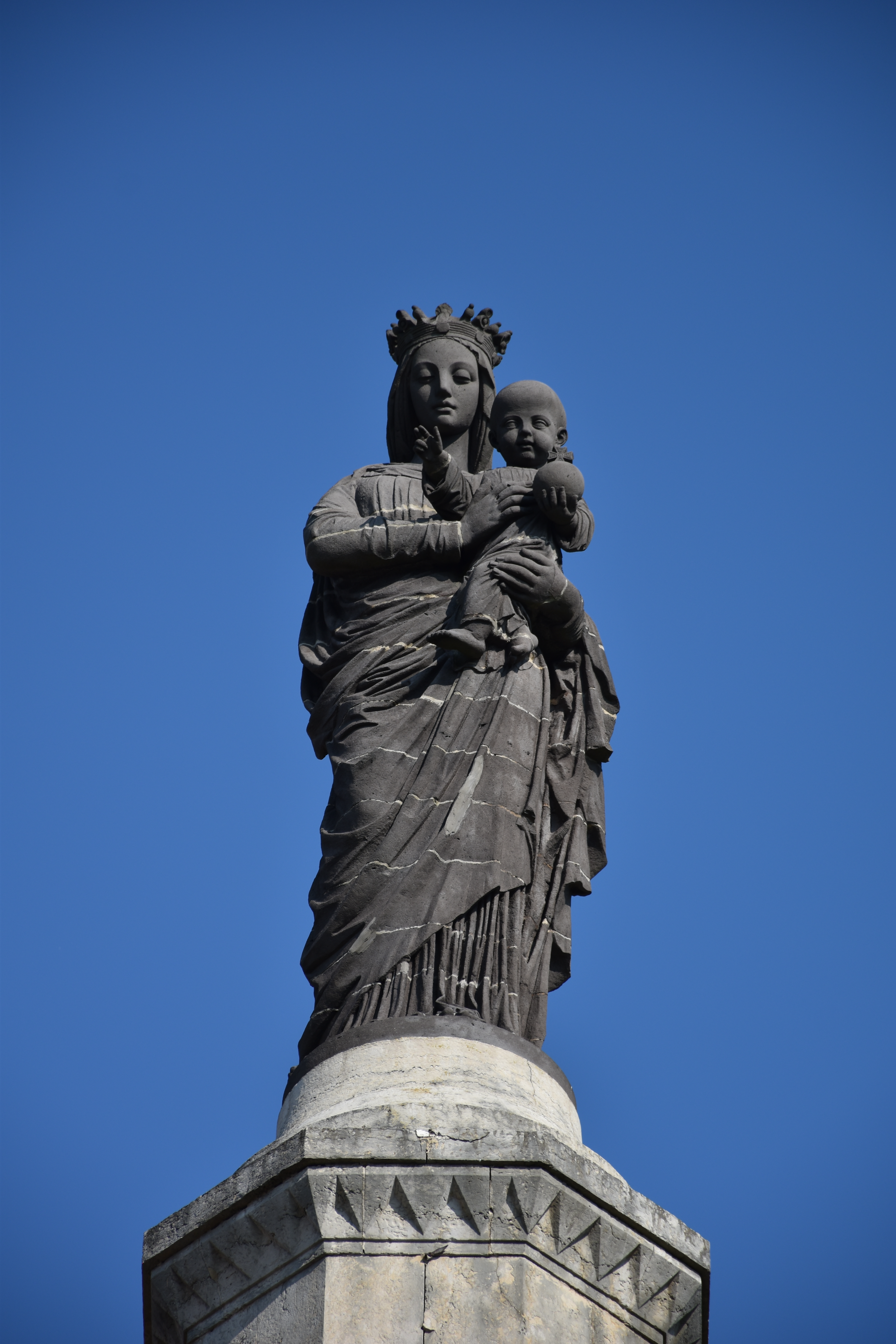
Léonard Périer, La Vierge à l’Enfant, pierre de Volvic
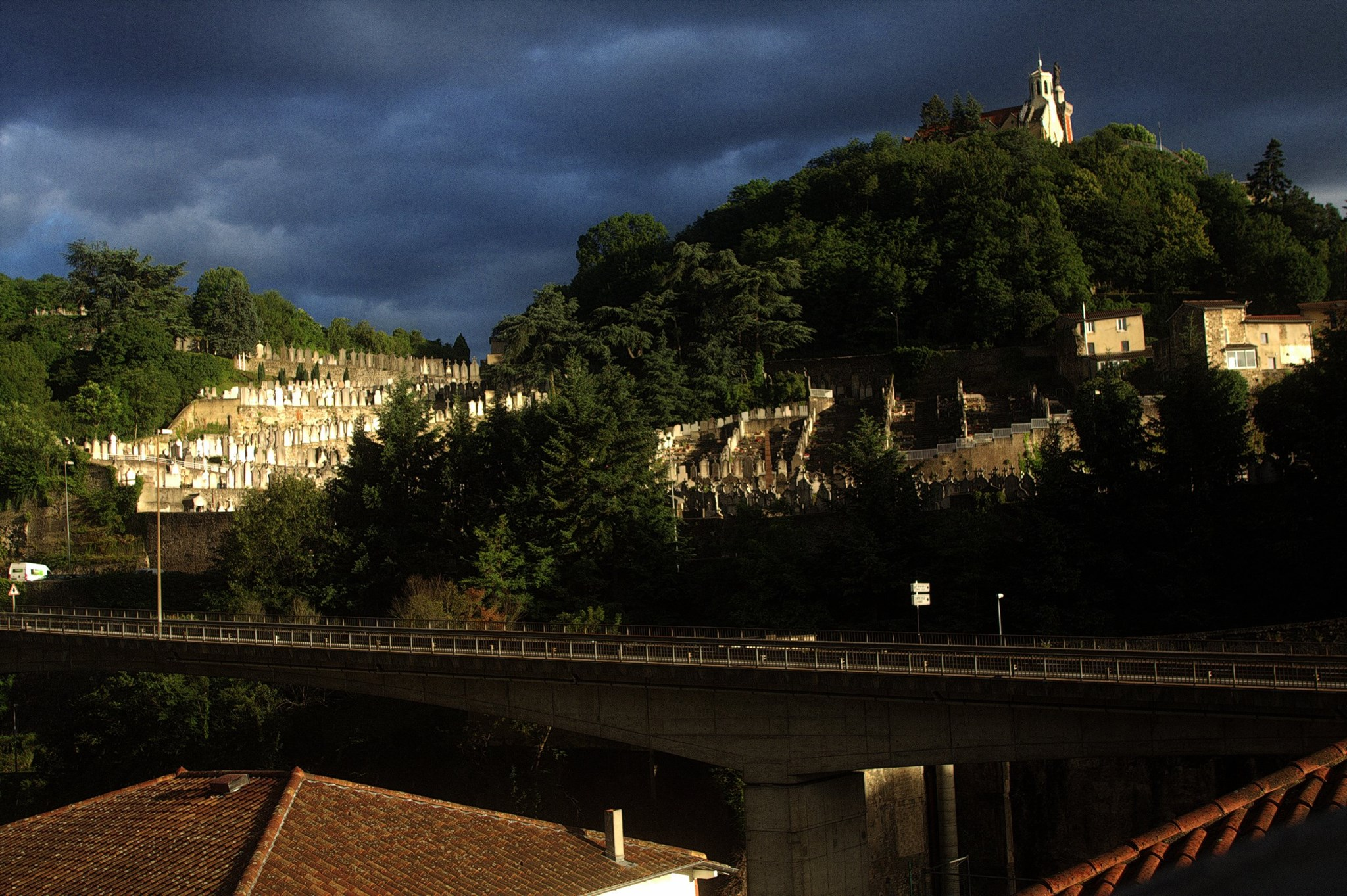
Vu du cimetière[2], prise d'un toit du quartier St. Martin
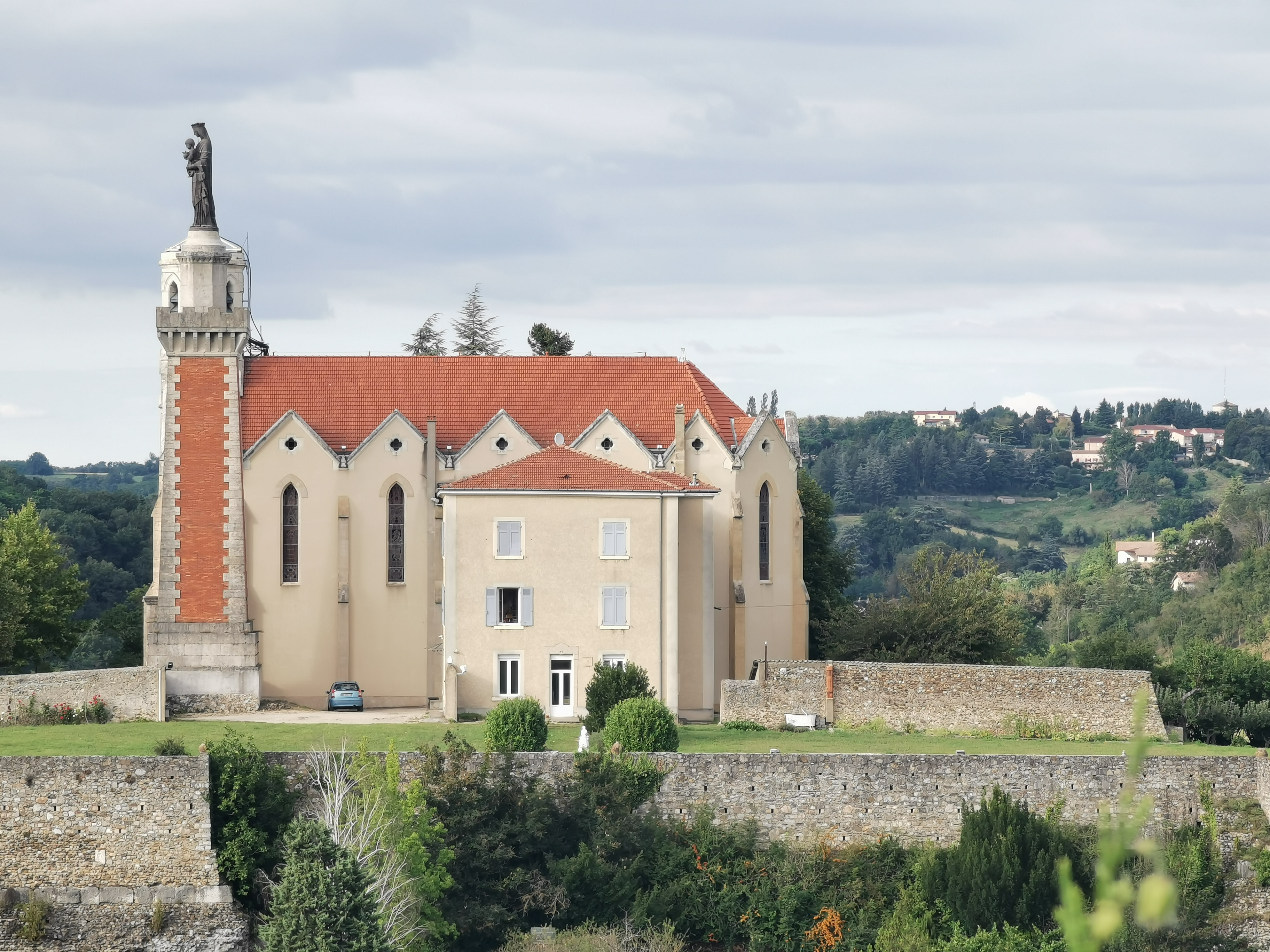
vue de l'ensemble de la chapelle à partir de Saint Just
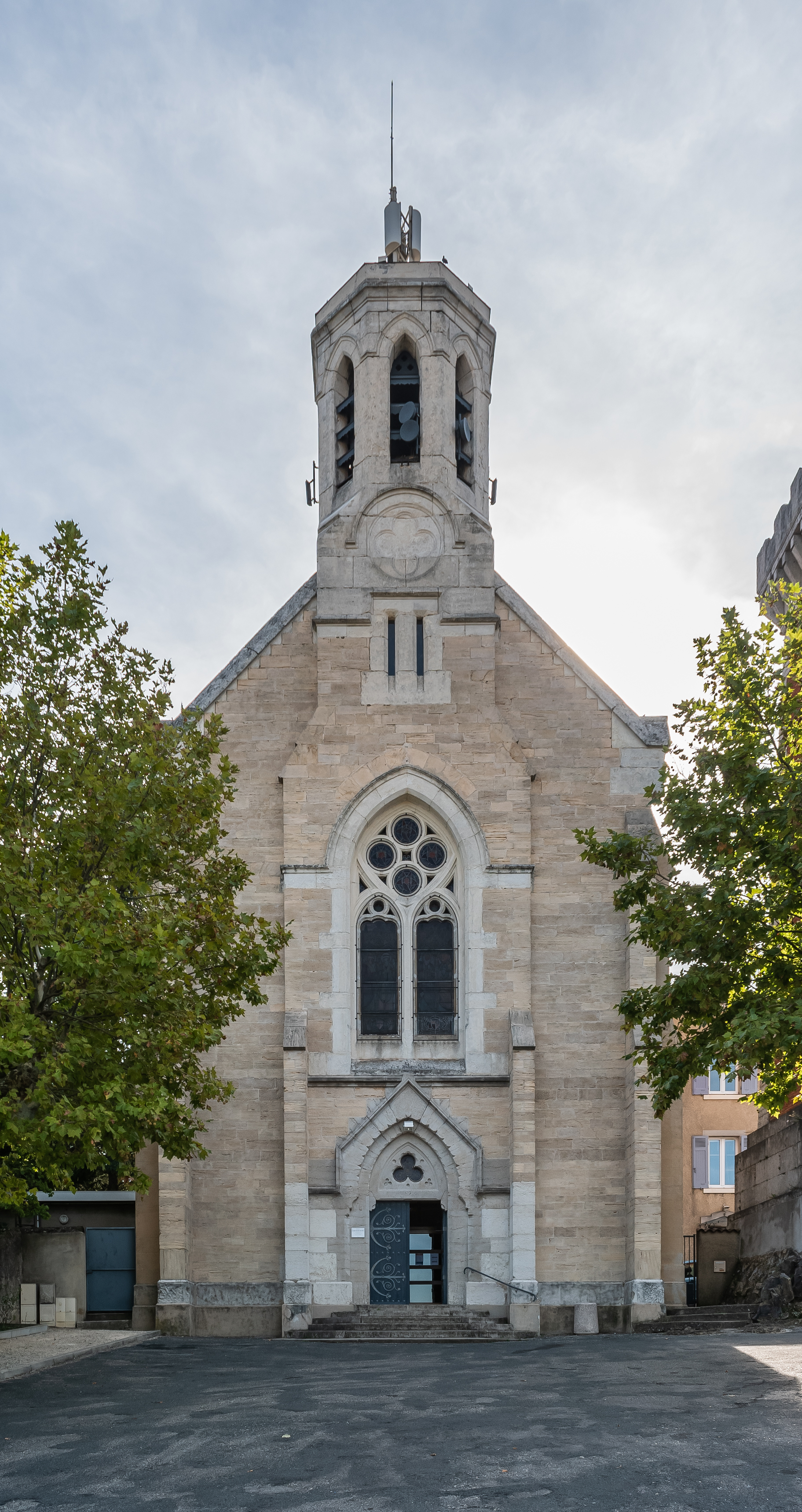
La facade de la chapelle
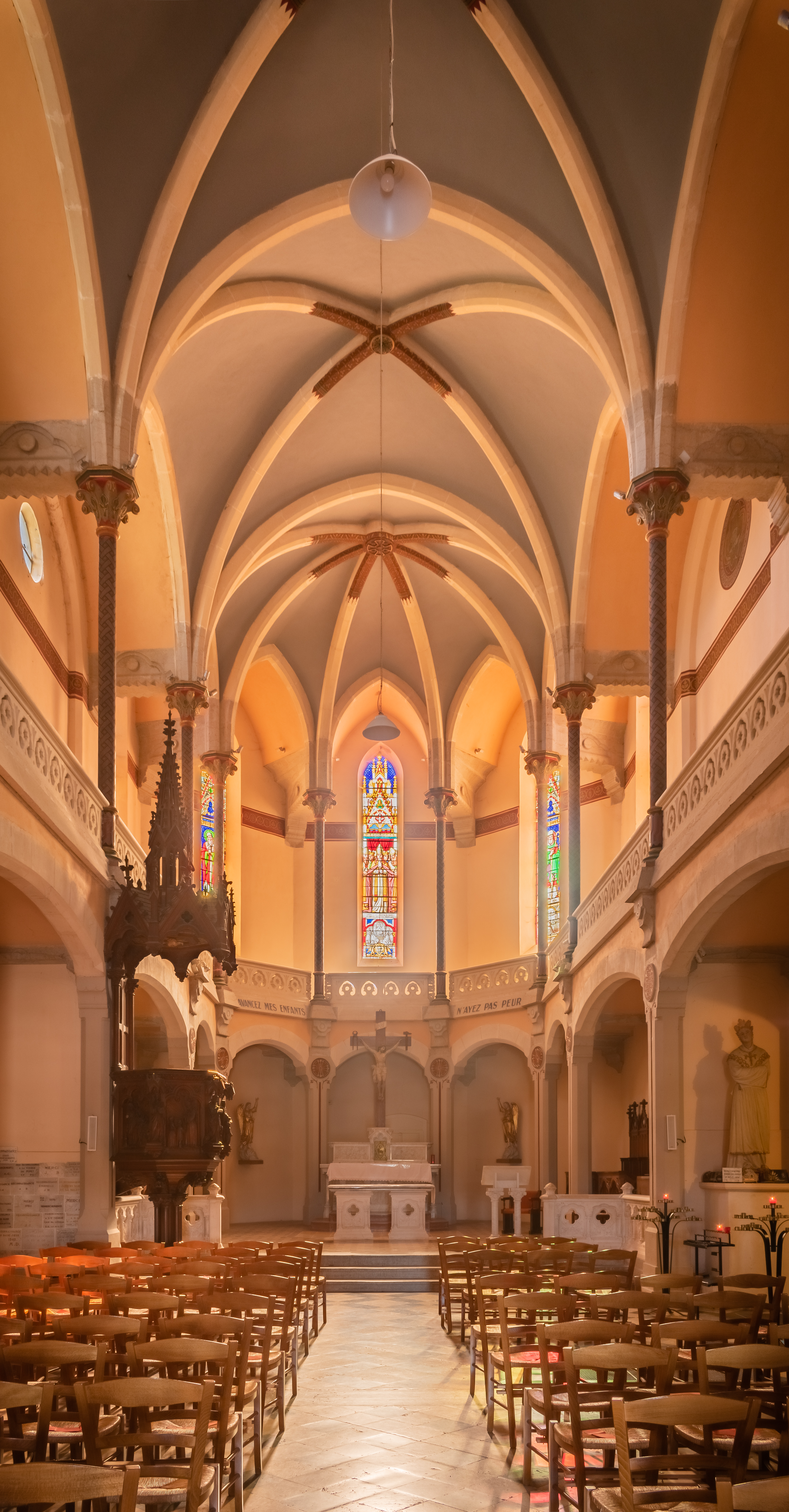
le nef

Le site, abandonné depuis le démantèlement de la forteresse médiévale de Pipet au début du XVIIe siècle, est consacré à Marie au XIXe siècle. Une statue en pierre de Volvic sur une tour en briques portant la Vierge Marie à l'enfant est élevée en 1857-1858; puis en 1873, une chapelle, œuvre de l'architecte viennois Abel Jouffray, est dédié aux apparitions de la Vierge en Dauphiné de 1846. À l'intérieur, les vitraux font référence à l'histoire de la chrétienté viennoise, notamment les origines, les saints, les martyrs et les évêques. La colline hébérge également le cimetière de Pipet, remarquable d'un point de vue patrimonial, avec un fort dénivelé.